# (21073) Darksky
(21073) Darksky  es un asteroide del cinturón principal perteneciente al cinturón de asteroides, región del Sistema solar que se encuentra entre las órbitas de Marte y Júpiter.
Fue descubierto el 4 de septiembre de 1991 por Robert H. McNaught desde el Observatorio de Siding Spring.

## Designación y nombre
Designado provisionalmente como 1991 RE, fue nombrado  por Dark Sky Scotland, una iniciativa mundial que promueve el uso de las zonas rurales oscuras de Escocia para la divulgación astronómica. Sus eventos animan al público a disfrutar del cielo nocturno y a aprender cómo los astrónomos exploran las maravillas del Universo.

## Características orbitales
Darksky está situado a una distancia media del Sol de 2,580 ua, pudiendo alejarse hasta 3,160 ua y acercarse hasta 2,001 ua. Su excentricidad es 0,224 y la inclinación orbital 2,924 grados. Emplea 1514,05 días en completar una órbita alrededor del Sol.
Pertenece a la familia de asteroides de (5) Astraea.

## Características físicas
La magnitud absoluta de Darksky es 14,99. 